# Bạch Thông (xã)
Bạch Thông là một xã thuộc tỉnh Thái Nguyên, Việt Nam.

## Địa lý
Xã Bạch Thông có vị trí địa lý:
- Phía đông giáp xã Phong Quang và phường Bắc Kạn
- Phía tây giáp xã Chợ Đồn và xã Yên Phong
- Phía nam giáp xã Yên Phong và xã Thanh Mai
- Phía bắc giáp xã Phong Quang và xã Đồng Phúc

Xã Bạch Thông có diện tích 127,84 km², dân số năm 2025 là 8.251 người.

## Lịch sử
Năm 2020, Ủy ban Thường vụ Quốc hội ban hành nghị quyết về việc sắp xếp các đơn vị hành chính cấp xã thuộc tỉnh Bắc Kạn, theo đó sáp nhập toàn bộ diện tích và dân số của hai xã Đông Viên (diện tích 21,62 km², dân số là 2.057 người) và Rã Bản (diện tích 24,78 km², dân số là 1.560 người) thành xã Đồng Thắng.
Tháng 6 năm 2025, xã Bạch Thông được thành lập trên cơ sở nhập toàn bộ diện tích tự nhiên, quy mô dân số của xã Đồng Thắng thuộc huyện Chợ Đồn (diện tích tự nhiên là 46,42 km², dân số là 4.055 người) và hai xã thuộc huyện Bạch Thông: Dương Phong (diện tích tự nhiên là 48,92 km², dân số là 2.050 người), Quang Thuận (diện tích tự nhiên là 32,50 km², dân số là 2.146 người). Trụ sở làm việc của xã nằm tại xã Dương Phong cũ.

## Hành chính
Đến năm 2019, xã Dương Phong có 10 thôn là Tổng Ngay, Nà Chèn, Bản Pè, Bản Mèn, Tổng Mú, Nà Coọng, Bản Mún I, Bản Mún II, Bản Chàn, Khuổi Cò.
Xã Quang Thuận có 11 thôn là Nà Thoi, Khuổi Piểu, Nà Chạp, Nà Đinh, Boóc Khún, Nà Kha, Nà Lẹng, Nà Vài, Nà Lìu, Nà Hin, Phiêng An.
Xã Rã Bản có 10 thôn là Nà Cà, Bản Hun, Kéo Hấy, Khuổi Nhang, Nà Phung, Nà Tải, Bản Chói, Pác Giả, Cốc Quang, Khuổi Giả.
Xã Đông Viên có 12 thôn là Nà Cọ, Nà Vằn, Bản Cáu, Làng Sen, Khau Chủ, Cốc Lùng, Nà Mèo, Nà Chang, Nà Lào, Nà Pèng, Nà Kham, Cốc Héc.